# Ołeh Dopiłka
Ołeh Wasylowycz Dopiłka, ukr. Олег Васильович Допiлка (ur. 12 marca 1986 w Kijowie) – ukraiński piłkarz, występujący na pozycji obrońcy, reprezentant Ukrainy.

## Kariera piłkarska

### Kariera klubowa
Ołeh Dopiłka zaczął przygodę z piłką nożną w obwodzie mikołajowskim. Później został wychowankiem DJuFSz Dynamo Kijów im. Walerego Łobanowskiego. W 2003 roku debiutował w Dynamo-3 Kijów. Jest piłkarzem uniwersalnym, może występować na pozycji prawego lub środkowego obrońcy. W sierpniu 2009 został wypożyczony do Krywbasu Krzywy Róg. Na początku 2011 ponownie został wypożyczony, tym razem do PFK Sewastopol. Latem 2011 powrócił do Dynama, potem bronił barw drugiej drużyny. W styczniu 2012 został wypożyczony do FK Ołeksandrija, a w sierpniu 2012 do Howerły Użhorod. W styczniu 2013 po wygaśnięciu kontraktu z Dynamem Kijów podpisał nowy kontrakt z Howerłą. Po zakończeniu sezonu 2012/13 opuścił zakarpacki klub. We wrześniu 2013 roku został piłkarzem Zirki Kirowohrad. 11 sierpnia 2016 za obopólną zgodą kontrakt został anulowany.

### Kariera reprezentacyjna
Ołeh Dopiłka w 2008 roku został powołany do reprezentacji Ukrainy, chociaż nie był podstawowym piłkarzem Dynamo Kijów.

## Sukcesy
- mistrz Ukrainy: 2009